# ژوزف عزیز
ژوزف عزیز (انگلیسی: Joseph Aziz؛ زادهٔ ۷ ژانویهٔ ۱۹۷۴) بازیکن فوتبال اهل غنا بود.
از باشگاه‌هایی که در آن بازی کرده است می‌توان به باشگاه فوتبال آگسبورگ، باشگاه فوتبال لخیا گدانسک، باشگاه فوتبال پولونیا ورشو، باشگاه ورزشی هارتس آف اوک، باشگاه فوتبال اسپورتینگ کریستال، و لگیا ورشو اشاره کرد.
وی همچنین در تیم ملی فوتبال غنا بازی کرده است.